# Paracranaus
Genre
Synonymes
- Chetronus Roewer, 1932
- Diptyonius Roewer, 1932

Paracranaus est un genre d'opilions laniatores de la famille des Cranaidae.

## Distribution
Les espèces de ce genre se rencontrent en Équateur et en Colombie.

## Liste des espèces
Selon World Catalogue of Opiliones (11/08/2021) :
- Paracranaus crassipalpis Roewer, 1913
- Paracranaus spiniger (Roewer, 1932)
- Paracranaus striatus (Roewer, 1932)

## Publication originale
- Roewer, 1913 : « Die Familie der Gonyleptiden der Opiliones-Laniatores [Part 2]. » Archiv für Naturgeschichte, sér. A, vol. 79, no 5, p. 257–472 (texte intégral).